# Mimeresia zoraida
Mimeresia zoraida är en fjärilsart som beskrevs av Smith och Kirby 1890. Mimeresia zoraida ingår i släktet Mimeresia och familjen juvelvingar. Inga underarter finns listade i Catalogue of Life.